# Cù (họ)
Cù (chữ Hán: 瞿; bính âm: Qū) là một họ người thuộc vùng Văn hóa Đông Á, gồm Trung Quốc, Việt Nam và Triều Tiên, trong đó tiếng Triều Tiên (Hangul: 구, Romaja quốc ngữ: Goo).
Tại Trung Quốc họ Cù xếp thứ 326 trong danh sách Bách gia tính.

## Người Việt Nam họ Cù có danh tiếng
- Cù Ngọc Xán, giữ chức Binh bộ thượng thư thời Lê sơ, tước Tuấn vũ hầu, vì có công với nước nên ông được vua Lê ban cho quốc tính (họ vua) nên còn được gọi là Lê Ngọc Xán.
- Cù Xương Triều, đỗ Thái học sinh thời nhà Hồ, nhân vật duy nhất họ Cù đỗ Tiến sĩ Nho học thời phong kiến.
- Cù Hoàng Tại, quan nhà Nguyễn, hàm chánh nhị phẩm, Tổng đốc tổng An Tĩnh (Nghệ An, Hà Tĩnh ngày nay) thời Minh Mạng.
- Cù Hoàng Địch, quan nhà Nguyễn, hàm chánh ngũ phẩm, Đốc học tổng An Tĩnh thời Tự Đức, nhà cách mạng kháng chiến chống Pháp.
- Cù Chính Lan, anh hùng lực lượng vũ trang nhân dân.
- Cù Huy Cận, nhà thơ, Bộ trưởng đầu tiên của Bộ Canh nông, Thứ trưởng Bộ Văn hóa của nước Việt Nam Dân chủ Cộng hòa, và Bộ trưởng đặc trách công tác văn hóa, nghệ thuật tại Văn phòng Hội đồng Bộ trưởng của nước Cộng hòa Xã hội Chủ nghĩa Việt Nam.
- Cù Huy Hà Vũ, Tiến sĩ luật học, thạc sĩ văn chương, nguyên Hội viên Hội Mỹ thuật Việt Nam, và là nhân vật bất đồng chính kiến với Nhà nước Cộng hòa Xã hội chủ nghĩa Việt Nam, con trai nhà thơ Huy Cận.
- Cù Thị Hậu, Phó Chủ tịch Liên hiệp Công đoàn thế giới khóa 14, khóa 15.
- Cù Lệ Duyên, PGS TS, Nhà lý luận phê bình âm nhạc kiêm Nhạc sĩ sáng tác các bài hát Phật giáo, con gái nhà thơ Huy Cận.
- Cù Huy Chử, Tiến sỹ, nhà nghiên cứu văn hóa, mỹ học, triết học; người gìn giữ, phát triển và truyền bá di sản của nhà triết học Trần Đức Thảo, em trai nhà thơ Huy Cận.
- Cù Mai Công, nhà báo, tác giả bộ sách "Sài Gòn by night".
- Cù Hoàng Liêu, Thiếu tướng quân đội nhân dân Việt Nam, nguyên giảng viên Học viện Chính trị Quốc gia Hồ Chí Minh.
- Cù Hoàng Diệu, Tiến sỹ kinh tế, Phó Kiểm toán trưởng Kiểm toán Nhà nước chuyên ngành II.
- Cù Hoàng Nông, Phó Tổng Giám đốc, Công ty dịch vụ bảo vệ Long Hải Securitas (liên doanh Việt Nam - Thụy Điển).
- Cù Xuân Dần, Giáo sư, Tiến sỹ,Nhà giáo nhân dân, nguyên Hiệu trưởng Trường Đại học Nông Nghiệp Hà Nội.
- Cù Thị Trà, diễn viên

## Người Trung Quốc họ Cù có danh tiếng
- Cù Thu Bạch,nguyên tổng bí thư đảng cộng sản Trung Quốc,nhà văn, dịch giả.
- Cù Dĩnh, người mẫu, diễn viên.